# Палу дел Ферсина
Палу дел Ферсина (итал. Palù del Fersina) је насеље у Италији у округу Тренто, региону Трентино-Јужни Тирол.
Према процени из 2011. у насељу је живело 195 становника. Насеље се налази на надморској висини од 1335 м.

## Становништво
Према резултатима пописа становништва 2011. у општини је живело 169 становника.
| 1931. | 1936. | 1951. | 1961. | 1971. | 1981. | 1991. | 2001. | 2011. |
| ----- | ----- | ----- | ----- | ----- | ----- | ----- | ----- | ----- |
| 360   | 358   | 340   | 337   | 323   | 287   | 221   | 195   | 169   |